# 卡諾斯蒂高爾夫林克思
卡諾斯蒂高爾夫林克思（Carnoustie Golf Links）是位於英國蘇格蘭安格斯卡諾斯蒂的一座高爾夫球場。這座高爾夫球場包括四個高爾夫球場，是英國高爾夫公開賽的舉辦場地之一。

## 外部連結
- www.carnoustiegolflinks.co.uk （页面存档备份，存于） - official site 56°29′49″N 2°43′01″W / 56.497°N 2.717°W